# Kaatje Vermeire

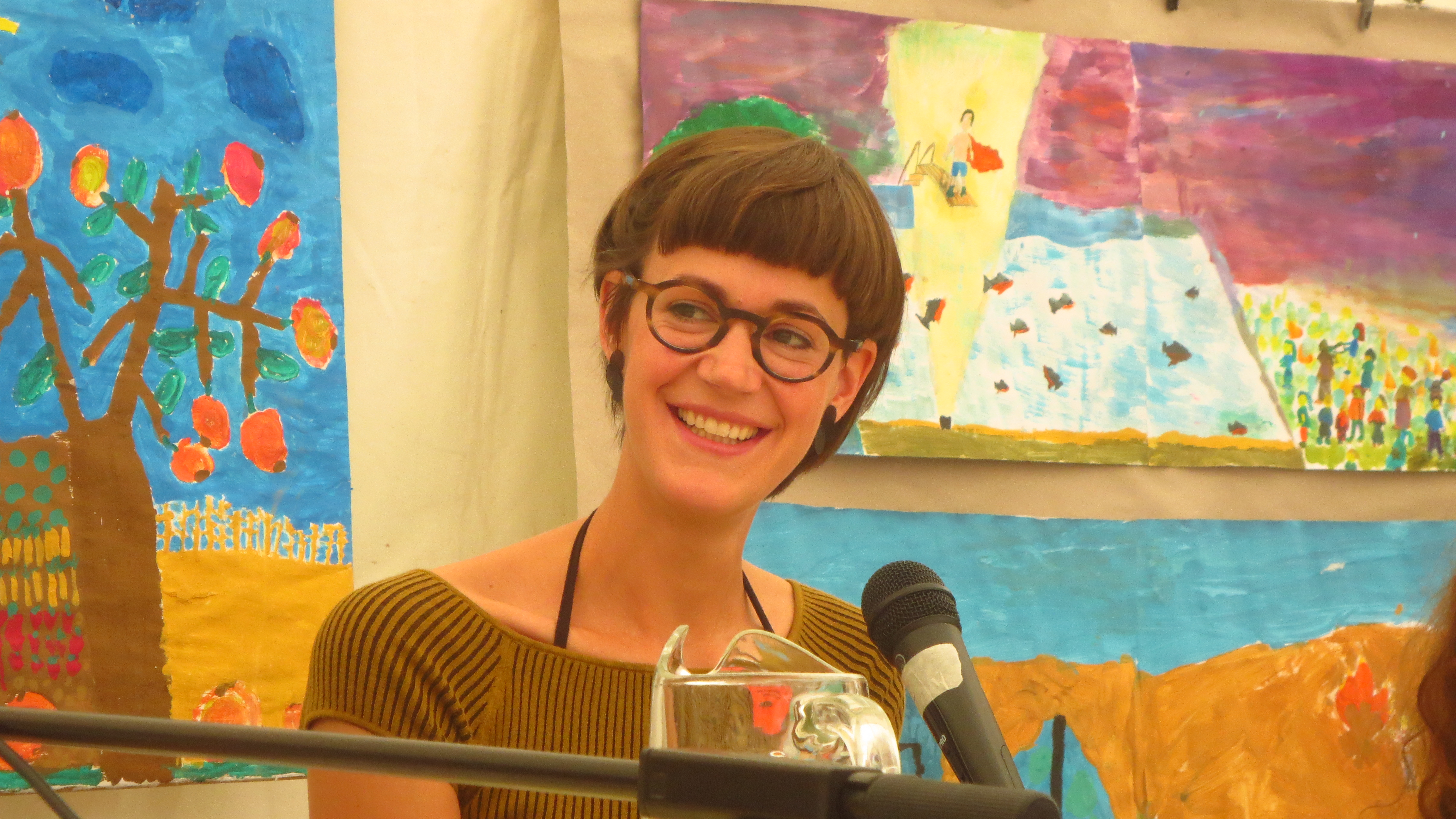
Kaatje Vermeire (2015 beim Kinder- und Jugendprogramm des Internationalen Literaturfestivals Berlin)

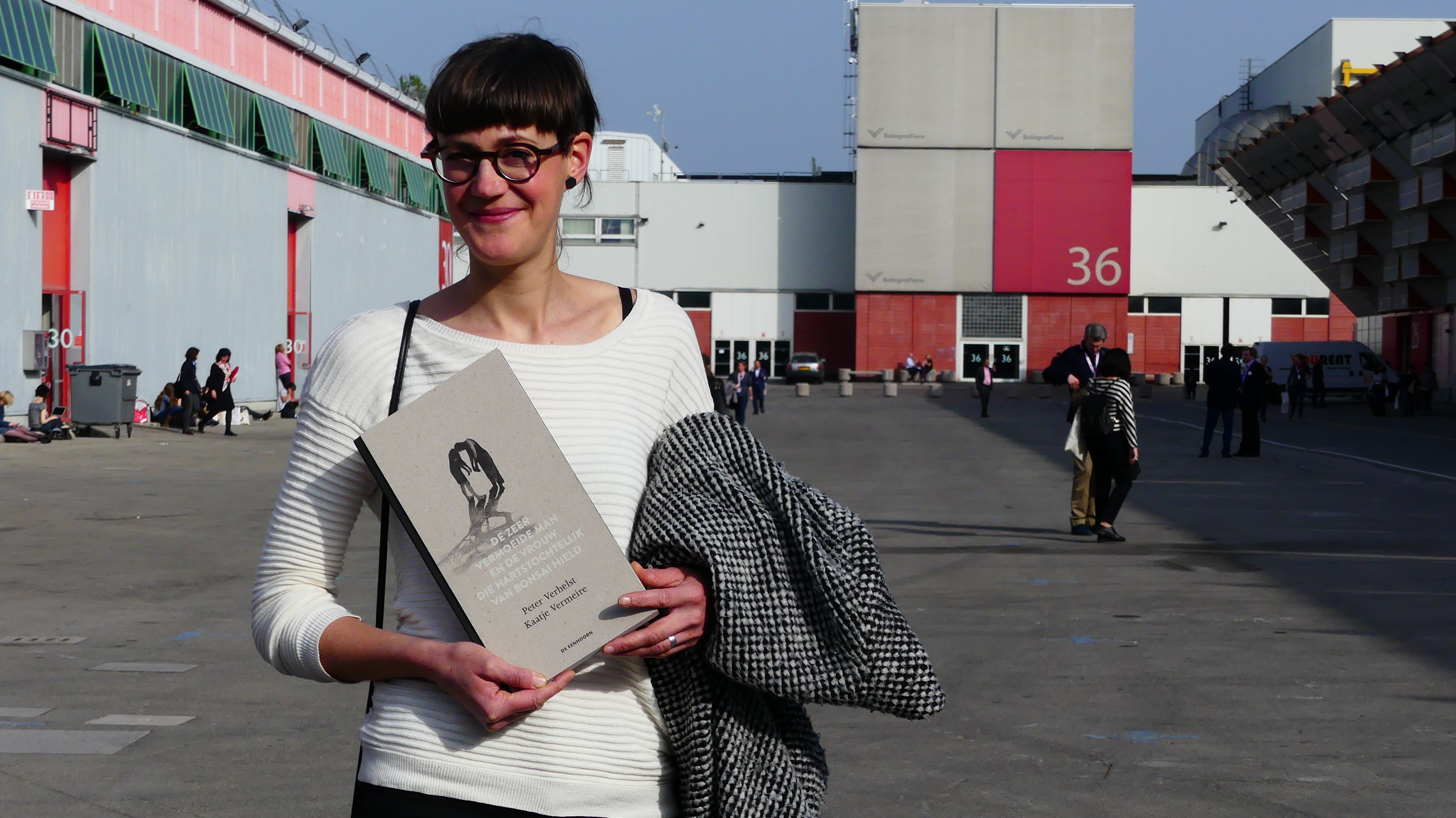
Kaatje Vermeire (2016 auf der Bologna Children’s Book Fair)

Kaatje Vermeire (* 9. August 1981 in Gent, Belgien) ist eine flämische Grafikerin und Illustratorin. Seit 2007 illustrierte sie neun Bücher, von denen drei auch in deutschsprachiger Übersetzung vorliegen. Für ihr Werk als Illustratorin wurde sie mit verschiedenen Preisen ausgezeichnet. Vermeire lebt in Wetteren, Belgien.

## Leben und Werk
Vermeire studierte Grafikdesign und Werbedesign sowie anschließend Freie Grafik, jeweils an der Königlichen Akademie der Schönen Künste in Gent (KASK).
Ihr Debüt als Illustratorin war das Buch De Vrouw en het jongetje (2007) mit einem Text von Geert De Kockere. Anschließend folgten bislang acht weitere Bücher, die in zahlreichen Übersetzungen vorliegen – unter anderem in Arabisch, Chinesisch, Dänisch, Deutsch, Englisch, Französisch, Italienisch, Japanisch, Koreanisch, Norwegisch, Portugiesisch, Schwedisch und Spanisch.
Vermeires Bilderbücher zeichnen sich durch literarische Texte aus.
2015 war sie Jurymitglied der Auszeichnung Das außergewöhnliche Buch des Kinder- und Jugendprogramms des Internationalen Literaturfestivals Berlin.
2015 illustrierte Vermeire die Wände eines Mutter-Kind-Zentrums in Antwerpen.

## Publikationen (Auswahl)
- De vrouw en het jongetje. Geert De Kockere (Text), Kaatje Vermeire (Illustration), De Eenhoorn (Wielsbeke) 2007. ISBN 978-905838399-0. Bilderbuch
- Over lĳstjes, pannenkoeken en een geheim plan. Leen van den Berg (Text), Kaatje Vermeire (Illustration). De Eenhoorn (Wielsbeke)  2008. ISBN 978-9058384829 Kinderbuch
- Mannetje & vrouwtje krĳgen een kind, Brigitte Minne (Text), Kaatje Vermeire (Illustration), De Eenhoorn (Wielsbeke) 2009. ISBN 978-905838537-6

Bilderbuch. Deutsche Übersetzung Andrea Kluitmann:  Kleines großes Wunder unterwegs. Zürich: Bohem Press 2014. ISBN 978-3-85581545-6
- Mare en de dingen. Tine Mortier (Text), Kaatje Vermeire (Illustration) De Eenhoorn (Wielsbeke) 2010. ISBN 978-905838624-3

Bilderbuch. Deutsche Übersetzung Rolf Erdorf. Marie und die Dinge des Lebens. Zürich: Bohem Press 2014. ISBN 978-3-85581542-5
- De vraag van Olifant. Leen van den Berg (Text), Kaatje Vermeire (Illustration) De Eenhoorn (Wielsbeke), ISBN 978-905838723-3: Bilderbuch. Deutsche Übersetzung vom Rolf Erdorf. Vom Elefanten, der wissen wollte, was Liebe ist. Hildesheim: Gerstenberg 2014. ISBN 978-3836957724
- El vuelo en V de Otar, Kaatje Vermeire (Text und Illustration). Barbara Fiore Editora 2011. ISBN 978-8493750688
- Japie de stapelaar, Bas Rompa (Text), Kaatje Vermeire (Illustration), De Eenhoorn (Wielsbeke) 2012. ISBN 978-905838797-4
- Guarda che la luce e del cielo, Giulia Belloni (Text), Kaatje Vermeire (Illustration). Kite Edizioni 2013. ISBN 978-886745027-5
- De zeer vermoeide man en de vrouw die hartstochtelijk van bonsai hield, Peter Verhelst (Text), Kaatje Vermeire (Illustration)

## Nominierungen und Auszeichnungen
- 2005: René Bruynseraede-De Witte Prijs für die Diplomarbeit Ergens
- 2008: Boekenpluim für De Vrouw en het jongetje
- 2008: White Raven der Internationalen Jugendbibliothek für De Vrouw en het jongetje
- 2010: Grote Picturale Prijs für Mare en de Dingen
- 2011: White Raven der Internationalen Jugendbibliothek für Mare en de dingen
- 2012: White Raven der Internationalen Jugendbibliothek für De vraag van Olifant
- 2012: Nominierung für den Boekenpauw für De vraag van Olifant
- 13. Dezember 2014: Aufnahme auf die Liste The 50 Best Children’s Books of 2013 des New Zealand Listener für Mare en de dingen[1]
- 2015: Die besten 7 Bücher für junge Leser im Januar für Mare en de Dingen

## Festivalteilnahmen
- 2015: Kinder- und Jugendprogramm des 15. Internationalen Literaturfestivals Berlin